# The Namibian
The Namibian este cel mai mare cotidian din Namibia. Este publicat în engleză, iar o parte din el este publicat în Ovambo vineri.

## Istorie
Ziarul a fost înființat în 1985 de jurnalistul veteran Gwen Lister ca ziar săptămânal bazat pe sprijinul donatorilor și avea ca scop promovarea independenței namibiene față de Africa de Sud. Prima sa ediție a apărut la 30 august în acel an cu un tiraj de 10.000 de exemplare. The Namibian a devenit cotidian la 1 aprilie 1989.
La cea dea a 15-a aniversare a înființării sale, Secretarul General al Națiunilor Unite, Kofi Annan, a lăudat ziarul: „The Namibian a lucrat curajos în condiții dificile și de multe ori periculoase. De atunci, a contribuit imens la libertatea presei și la construirea națiunii în Namibia. Și-a menținut integritatea și poziția independentă.”

## Relațiile cu guvernul

### Înainte de independența Namibiei
Ziarul a expus încălcările drepturilor omului de către forțele ocupante din Africa de Sud și a fost perceput de guvernul sud-african ca fiind extrem de critic și pro-SWAPO. Chiar și numele ziarului a iritat administrația sud-africană, întrucât preferau ca teritoriul să fie numit Africa de Sud-Vest, în timp ce Namibia era o noțiune strâns legată de mișcarea de independență.
Au fost mai multe incidente violente împotriva birourilor din Namibia, închiriate de către activistul anti-apartheid și arhitectul Kerry McNamara, în săptămânile de după înființarea ziarului. Împușcăturile trase spre clădire au necesitat montarea geamurilor anti-glonț și au avut loc mai multe atacuri de bombe și atacuri cu gaze lacrimogene. Birourile de ziare au fost atacate de grupul de vigilenți Afrikaner Wit Wolwe în octombrie 1988. Birourile ziarului au fost aproape incendiate. Biroul de cooperare civilă din Africa de Sud a planificat să-l otrăvească pe editorul Lister, ziarul a fost boicotat de comunitatea albilor de afaceri, iar „jurnaliștilor și simpatizanților” din Namibia li s-a refuzat intrarea în magazine din toată țara.

### După independența Namibiei
Birourile ziarului au fost din nou devastate de un atac de grenadă cu fosfor, la scurt timp după independența namibiană din 1990, de către un grup contrarevoluționar de dreapta, al cărui complot pentru a destabiliza SWAPO a fost prezentat de The Namibian. Cu toate acestea, abordarea critică a ziarului nu a fost apreciată de guvernul SWAPO. Dirk Mudge, șeful guvernului controlat din Africa de Sud din 1978 până în 1989, a scris cu ocazia aniversării a zece ani a ziarului:
„În ultimii zece ani [...] The Namibian [...] nu a arătat înțelegere și nici o simpatie deosebită față de mine personal și opiniile mele politice. Cu toate acestea, trebuie știut că The Namibian este pregătit să supravegheze guvernul actual și liderii săi să își îndeplinească sarcinile ori de câte ori este necesar.”
Nepopularitatea ziarului în cadrul guvern a condus la boicot la 5 decembrie 2000, care a fost încheiat abia la 30 august 2011, cea de-a 26-a aniversare a ziarului. În cei peste zece ani, ministerele guvernului nu au fost lăsate să cumpere publicitate în ziar și li s-a interzis să cumpere ziarul din fonduri guvernamentale.

## Caracteristici
O caracteristică remarcabilă a The Namibian sunt paginile SMS numite „Ce spuneți voi!”. Aceste pagini dedicate „mesajelor scurte pentru editor” permit cetățenilor din toată Namibia să comenteze și să ridice subiecte, deoarece telefoanele mobile sunt destul de răspândite și mai ieftine și mai ușor de folosit decât poșta sau internetul. Potrivit fostului redactor Gwen Lister, The Namibian a fost primul ziar care a oferit un astfel de forum deschis pentru discuții prin mesaj text, deoarece programe similare din alte mass-media (de exemplu, în Africa de Sud) au permis doar comentarii la articolele alese.ref name="Rothe"/>
Ziarul are birouri în Windhoek, Swakopmund, Keetmanshoop, Rundu și Oshakati. Actualul editor al ziarului este Tangeni Amupadhi. Până în martie 2011, ziarul era condus de fondatorul său Gwen Lister. Tirajul sau în 2010 a fost de 40.000 de exemplare.